# Ксавије Биша
Ксавије Биша (Marie François Xavier Bichat, Thoirette 14. новембар 1771 — Париз, 22. јул 1802)   било је је француски анатом и физиолог. Први је предложио појам ткива као засебну област. Сматра се оцем савремене хистологије и патологије.

## Живот и каријера
Рођен је 1771. године од оца лекара Jeana Baptiste Bichata(1746 — 1812) и мајке Jeanne Rose Bichardovej ( 1741 — 1809). Прво је студирао математику, а касније и медицину у Монпељеу, од 1791.  до  1793.  Хирургију и анатомију изучавао је под руководством хирурга Marca-Antoine Petita (1766 — 1811) у Лиону.
Након студија радио је као лекар у Отелу Дју у Паризу и учитељ анатомије и патологије .
Преминуо је  рано у 31. години живота у  Паризу 22. јул 1802. године.

## Дело
Током живота Биша је извршио око 600 обдукција. Након сваке обдукције испитивао би и структуру људског тела, ткива и органа. Упркос раду без микроскопа, што је дана незамисливо у области хистологије и патологије, успео је да открије и опише 21 врсту ткива у људском телу. Такође је открио и више болести које нападају поједина ткива и органе.
Иако је умро млад,  у 31 години живота  Биша је већ био познат као истакнути научник, који је  проучавао животне процесе и грађу ткива и органа, које је описао у Општој анатомији (1801). И његово друго дело Физиолошка истраживања живота и смрти (1800) имало је велики утицај на тадашњу перцепцију психологије живота и смрти.

## Признања
Један је од 72 важних личности Франнцуске чије је име написано на Ајфеловој кули у Паризу .

## Галерија
- Бишаов рељеф на фонтани Panthéon
- Стату у Bourg-en-Bresse
- Портрет
- Детаљ са факултета у Лисабону
- Биста на згради College of Medicine